# 原腎管
原腎管（げんじんかん、英語: protonephridium）とは、一部の動物に見られる排出器官である。末端の細胞が体内の水分や老廃物を集め、管を通じて体外に出す構造となっている。

## 特徴
原腎管は、体内に伸びる管状の器官である。動物群によっては体内で枝分かれして全体として原腎管系を構成する。
管の一端は体外に開く。体内側の末端はそれぞれ一つまたは複数の細胞の中に入って閉じている。その部分の管の末端には長い繊毛の束があり、この運動によって管内の液を流している。この繊毛束の動きが炎のようであるため、この部分の細胞を炎細胞 (flame cell) と言う。
いわゆる排出系として無脊椎動物に広く見られるものに腎管があるが、これは真体腔動物に見られ、管の体内側の末端が体腔に開いて腎口をなす点でおおきく異なっている。

## 働き
原腎管の末端にある炎細胞は、普通は間充織細胞の間にあり、周囲に向かって樹枝状に突起を出している。これを通じて周囲から水や老廃物を集め、それらを管の中へ分泌し、それを繊毛の動きで外向けに流し出す、という風に働く。機能としては水と老廃物の放出であるが、むしろ水の放出による浸透圧調節が主要な機能であろうと考えられている。例えば渦虫類では淡水産の種により良く発達していることが、これを裏付けると言われる。むしろ老廃物の排出の機能は持たないとの指摘もある。

## 分類群との関連
原腎管を持つのは、以下の動物群である。
- 扁形動物
- 顎口動物
- 紐形動物
- 腹毛動物
- 輪形動物
- 動吻動物
- 胴甲動物
- 鰓曳動物
- 内肛動物

このほか、環形動物や軟体動物もその幼生（トロコフォアなど）にはこれがあることが知られている。
原腎管を持つことは後生動物としては原始的特徴と見なされる。また、系統や大分類的に重要な特徴と見なされ、例えば内肛動物にはこれがあり、外肛動物にはないことは、両者の類縁関係を考える上で重視される。

## 配置
原腎管の配置は、動物群によってやや異なる。排出口は体の側面に対になって生じる場合、腹面正中線にある場合、総排出口に開く場合がある。
たとえば扁形動物の渦虫類では原腎管系は体内で分枝して全身に広がっている。普通は左右に1対あり、体側に沿って前後に伸び、あちこちで多数の枝を分け、それぞれの先端は炎細胞で終わり、またそのあちこちに体表面に向かう管があり、その先に排出孔がある。他方、吸虫類ではやはり体側面近くにあるが、その先は体後端の排出孔に続く。